# Newtontoppen

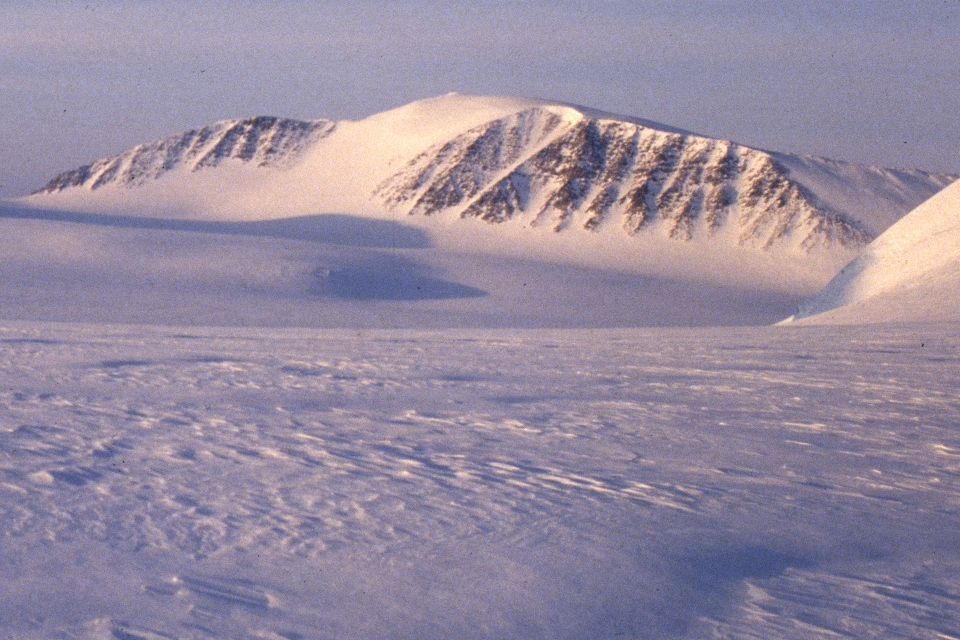
Newtontoppen

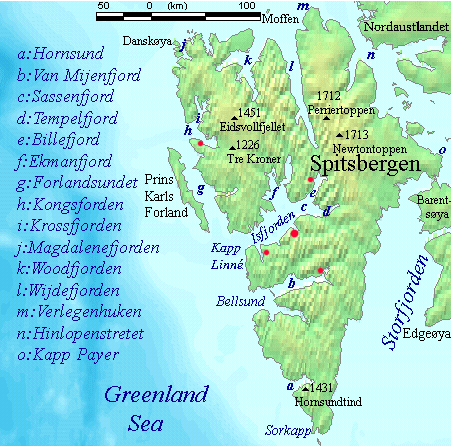
Newtontoppens placering

Newtontoppen är det högsta berget på Svalbard och en av Svalbards ytterpunkter. 
Toppen är 1 717 meter över havet och ligger på halvön Ny-Friesland på den nordöstra delen av ön Spetsbergen mellan Wijdefjorden och Hinlopenstretet.
Berget, som är uppkallat efter  Isaac Newton, bestegs första gången den 4 augusti 1900 av H.G. Baklund som var medlem av den svensk-ryska gradmätningsexpeditionen till Spetsbergen 1899–1902.